# Bezlistac
Bezlistac (lat. Monotropa), biljni rod iz porodice vrjesovki kojemu pripada najmanje jedna vrsta trajnice iz Sjeverne Amerike gdje je lokalno poznata kao Indian pipe i ghost pipe i sjeveru Južne Amerike. Ova biljka zabilježena je i u djelovima Azije: Kina, Tibet, Nepal, Koreja, Pakistan, Bangladeš, Butan, Indija.
Rijetka je i neobična biljka koju neki narodi koriste za izradu ljubavnih napitaka, protiv kašlja i za dobivanje višenamjenskog ulja, za smirenje. Bezlistac je obično potpuno bijel, a ima po sebi i crne mrlje i ponekad blijedo ružičastu boju, a rijetko kada je crvena. Energiju ne stvara od sunca (nema klorofila), pa nema ni listova, po čemu je i dobila ime. Parazit je, konkretnije mikoheterotrof. Živi u zajednici s mikoriznim gljivicama, naročito onima iz roda Tricholoma. Gljivica daje biljci minerale a biljka gljivici asimilate. Mikoheterotrofija se sastoji u tome da preko gljivice crpi ne samo minerale nego i asimilate, posebno glukozu iz susjednog stabla, a gljivici zauzvrat ne daje ništa. Oprašivači su razni kukci.
Latinsko ime roda dolazi od grč. monotropos = koji živi sam (grč. monos = sam, jedan i grč. tropos = okret).
U Hrvatskoj raste vrsta M. hypopitys, narodno poznata kao obični bezlistac ili grozdasti bezlistac.

## Galerija
- Monotropa uniflora, tamnije varijanta boje biljke
- Monotropa uniflora, crvena varijanta
- Cvijet, Monotropa uniflora
- Monotropa hypopitys
- Monotropa hypopitys
- Monotropa hypopitys